# Liste der Bodendenkmäler in Uttenreuth
Auf dieser Seite sind die Bodendenkmäler in der mittelfränkischen Gemeinde Uttenreuth zusammengestellt. Diese Tabelle ist eine Teilliste der Liste der Bodendenkmäler in Bayern. Grundlage ist die Bayerische Denkmalliste, die auf Basis des Bayerischen Denkmalschutzgesetzes vom 1. Oktober 1973 erstmals erstellt wurde und seither durch das Bayerische Landesamt für Denkmalpflege geführt wird. Die folgenden Angaben ersetzen nicht die rechtsverbindliche Auskunft der Denkmalschutzbehörde.

## Bodendenkmäler in Uttenreuth
| Lage                  | Objekt | Akten-Nr.     | Bild |
| --------------------- | --- | ------------- | ---- |
| Uttenreuth (Standort) | Siedlung vorgeschichtlicher Zeitstellung. | D-5-6332-0030 |      |
| Uttenreuth (Standort) | Siedlung vor- und frühgeschichtlicher Zeitstellung. | D-5-6332-0035 |      |
| Uttenreuth (Standort) | Siedlung vorgeschichtlicher Zeitstellung. | D-5-6332-0182 |      |
| Uttenreuth (Standort) | Mittelalterliche und frühneuzeitliche Befunde im Bereich des Schlosses von Uttenreuth und seiner Vorgängerbauten. | D-5-6332-0212 |      |
| Uttenreuth (Standort) | Freilandstation des Mesolithikums und Siedlung des Neolithikums. | D-5-6432-0003 |      |
| Uttenreuth (Standort) | Siedlung vorgeschichtlicher Zeitstellung. | D-5-6432-0004 |      |
| Uttenreuth (Standort) | Freilandstation des Mesolithikums. | D-5-6432-0007 |      |
| Uttenreuth (Standort) | Siedlung der Urnenfelderzeit. | D-5-6432-0008 |      |
| Uttenreuth (Standort) | Siedlung vorgeschichtlicher Zeitstellung. | D-5-6432-0014 |      |
| Uttenreuth (Standort) | Freilandstation des Mesolithikums sowie Siedlung der frühen Latènezeit. | D-5-6432-0015 |      |
| Uttenreuth (Standort) | Siedlung vorgeschichtlicher Zeitstellung. | D-5-6432-0075 |      |
| Uttenreuth (Standort) | Siedlung vorgeschichtlicher Zeitstellung. | D-5-6432-0112 |      |
| Uttenreuth (Standort) | Archäologische Befunde im Bereich der frühneuzeitlichen Evang.-Luth. Pfarrkirche St. Matthäus von Uttenreuth, ihres spätmittelalterlichen Vorgängerbaus, einschließlich ihres umfriedeten Kirchhofs mit Körpergräbern. | D-5-6432-0210 |      |
| Uttenreuth (Standort) | Bestattungsplatz vorgeschichtlicher Zeitstellung, Siedlung des Neolithikums. | D-5-6432-0215 |      |